# Cassipourea malosana
Cassipourea malosana es una especie de árbol en la familia Rhizophoraceae que es originaria de Sudáfrica.

## Descripción
Es un árbol de hoja perenne que alcanza un tamaño de 12-45 m de altura.

## Ecología
Se encuentra en el bosque seco con Juniperus y Podocarpus-Olea como árbol bajo el dosel arbóreo, bosque húmedo, bosque mixto, matorrales, a una altitud de 1000-3100 metros (a veces a menor altitud) en Sudáfrica.

## Taxonomía
Cassipourea malosana fue descrita por (Baker) Alston y publicado en Bulletin of Miscellaneous Information Kew 1925: 258. 1925.
Sinonimia
- Cassipourea eickii (Engl.) Alston
- Cassipourea elliottii (Engl.) Alston
- Cassipourea gerrardii (Schinz) Alston
- Weihea eickii Engl.
- Weihea elliottii Engl.
- Weihea gerrardii Schinz
- Weihea malosana Baker[3]
- Weihea abyssinica Engl. (1917)
- Cassipourea abyssinica (Engl.) Alston (1925)
- Weihea salvago-raggei Chiov. (1911)
- Cassipourea salvago-raggei (Chiov.) Alston (1925)
- Weihea ilicifolia Brehmer (1917)
- Weihea avettae Chiov. (1911)
- Weihea boranensis Cufod. (1939)[1]